# Basilique Notre-Dame-de-l'Assomption de La Guerche-de-Bretagne
Cette  basilique n’est pas la seule basilique Notre-Dame-de-l'Assomption.
La basilique Notre-Dame-de-l'Assomption de La Guerche-de-Bretagne, située au cœur de l'ancienne ville close de La Guerche-de-Bretagne en France, est un édifice gothique des XIIIe siècle, XIVe et XVIe siècles, restauré et agrandi au XIXe siècle. Sanctuaire de pèlerinage au rayonnement local, elle relève de l'archidiocèse de Rennes, Dol et Saint-Malo.

## Historique

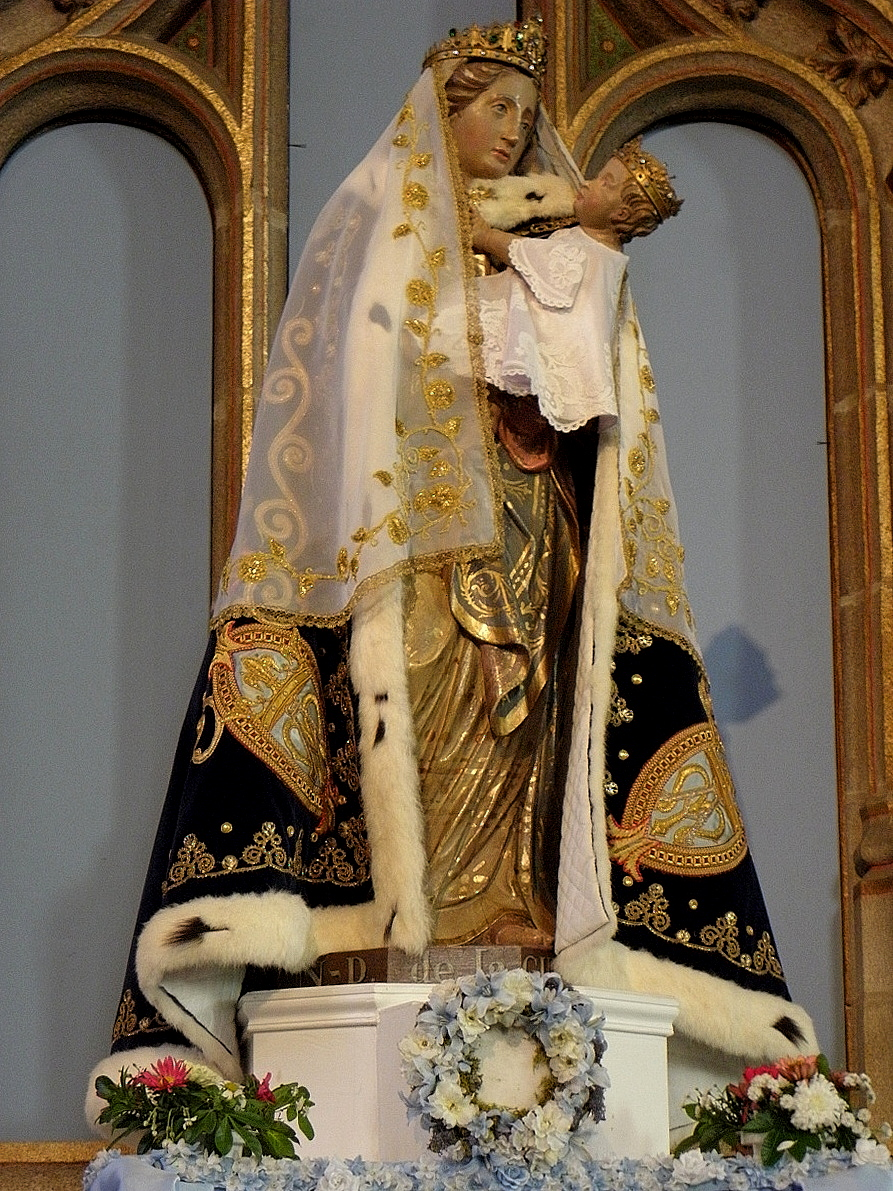
Statue couronnée de Notre-Dame de La Guerche.

### Genèse du culte marial
La dévotion à Notre-Dame de la Guerche remonte au Xe siècle. La statue actuelle date du XVIIe siècle : creuse, polychrome, elle est taillée dans un tronc d'arbre. La Vierge Marie porte dans ses bras l'Enfant Jésus qui la caresse. Elle a été couronnée le 17 juin 1937 par Mgr René-Pierre Mignen, archevêque de Rennes, Dol et Saint-Malo, sous la présidence du cardinal Emmanuel Suhard, archevêque de Reims, originaire du village voisin de Brains-sur-les-Marches.

### De la chapelle castrale à la collégiale
La première mention d'une chapelle à La Guerche qui fut dédiée à Notre-Dame est assurée en 1152. Pour autant, il semblerait qu'un édifice cultuel ait existé dès le Xe siècle. Les premiers seigneurs de La Guerche firent don de cette chapelle castrale à l'abbaye Saint-Melaine de Rennes avant que Guillaumme II n'y fonde le 25 mars 1206, en la fête de l'Annonciation, une collégiale. Nonobstant cette existence précoce d'un lieu de culte, La Guerche ne fut érigée en paroisse qu'au cours de la Révolution française, son territoire relevant antérieurement de celle de Rannée.[réf. non conforme]

### De l'église paroissiale à la basilique
Si un décret civil du 1er avril 1791 crée la paroisse de La Guerche par démembrement du territoire de celle de Rannée, il faut attendre la période concordataire pour que Mgr Jean-Baptiste-Marie de Maillé de La Tour-Landry procède à son érection canonique, en 1803. Siège de doyenné, l'église de La Guerche est par la suite érigée en basilique mineure le 12 mars 1951 par un bref du pape Pie XII. Entre-temps, elle fait l'objet d'une procédure de classement au titre des monuments historiques par arrêté en date du 15 novembre 1913.

## Architecture

### Extérieurs
Aux portes de la Bretagne, la basilique de La Guerche, dominée par une haute flèche inspirée de celle du Folgoët ou de modèles cornouaillais, participe d'une double volonté signalétique : l'expression d'une église conquérante après l'intermède révolutionnaire et l'affirmation du particularisme breton dans une zone de marche. Construite en pierre de Caen par l'architecte Arthur Regnault de 1869 à 1873, elle prolonge un clocher porche de granite accosté de deux édicules percés de portes ogivales, de rosaces, et terminés par des gables effilés. Cette flèche culmine à quelque 75 mètres.

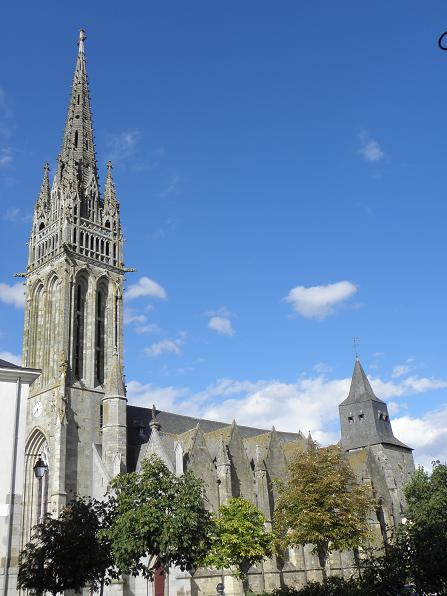
Le flanc méridional de la basilique.
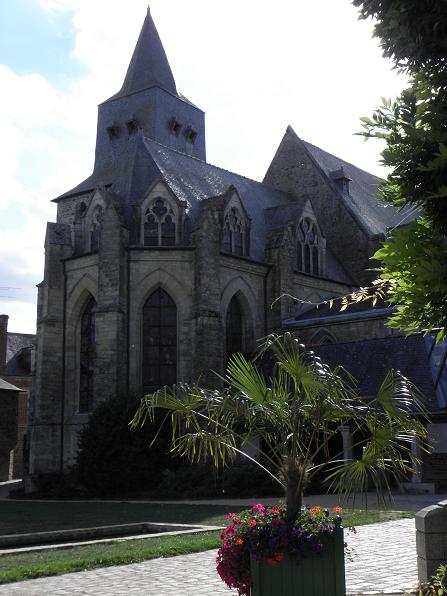
Le chevet de la basilique.

La basilique adopte le parti des églises à pignons multiples très répandu en Haute-Bretagne et particulièrement dans la région vitréenne. Dépourvue de transept, le flanc sud est animé par six pignons appareillés, ornés de choux frisés, de gargouilles, que séparent des contreforts sommés de pinacles. Une vieille tour, occupe l'angle sud-est du collatéral et du chœur. D'origine romane, cantonnée de puissants contreforts d'angles, elle présente un fort talutage et des parements de grès roussard. Coiffée d'une toiture d'ardoises peu élégante après l'écroulement d'une précédente flèche en 1705, elle renferme l'une des plus anciennes voûtes sur croisées d'ogives de Bretagne. Un chœur à pans coupés des XIIIe – XIVe siècles termine l'édifice. D'inspiration normande, il a été agrémenté au XIXe siècle de trois petites lucarnes enserrant des fenêtres à meneaux aux remplages flamboyants.

### Intérieur

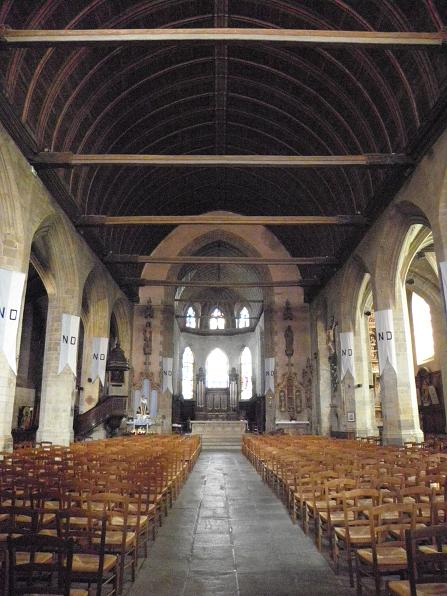
L'intérieur de la basilique.

Notre-Dame de La Guerche affecte un plan basilical. L'ample nef, aveugle, longue de 30 m, large de 11,40 m, est accostée de collatéraux et terminée par un chevet pentagonal. Le vaisseau central, du XVIe siècle, présente une voûte lambrissée, ornée de sablières et maintenue par des tirants à engoulants sculptés (têtes d'animaux, de monstres ou d'homme). L'éclairage, indirect, est assuré par les fenêtres des six travées des nefs latérales. Ces dernières sont voûtées, le collatéral sud, contemporain de la nef ayant servi de modèle au septentrional, construit, ainsi que la sacristie, par l'architecte Nugues, de 1860 à 1863. Un arc triomphal brisé donne accès au chœur du XIVe siècle, abondamment éclairé par trois grandes fenêtres ogivales. Cette abside a été par ailleurs surélevée par Arthur Regnault en 1888 et dotée de trois élégantes lucarnes à meneaux.

### Les vitraux
Quatre vitraux des XVe siècle, XVIe et XVIIe siècles ornent le bas-côté sud de la basilique. Mutilés par les huguenots au XVIe siècle, bien que réparés à diverses reprises et restaurés en 1905, ils comptent parmi les plus beaux d'Ille-et-Vilaine. À ce titre, ils ont été classés le 11 mai 1907 :
- Les fragments d'un arbre de Jessé (onze panneaux du XVe siècle) occupent la fenêtre de la seconde travée du collatéral sud. Sont figurés le duc d'Alençon Jean Ier, sa femme, Marie de Bretagne, fille aînée du duc de Bretagne Jean V de Bretagne, ainsi que leurs armes ;
- Le vitrail du jugement dernier (1537), dans la troisième travée sud, présente le Christ siégeant sur un arc-en-ciel, la Vierge Marie et saint Jean-Baptiste agenouillés, saint Michel, anges et démons, ainsi qu'élus et damnés. Un écusson du XVIe siècle, aux armes des ducs de Brissac, seigneurs de La Guerche à l'époque moderne, trouve place dans les panneaux inférieurs ;
- Dans la travée suivante, le vitrail a pour thème le couronnement de la Vierge, les quatre évangélistes et Dieu le Père. Ces fragments datent des XVe et XVIe siècles. Les armes des du Guesclin, seigneurs de La Guerche de 1379 à 1390, voisinent avec celles des ducs de Brissac ;
- Le dernier vitrail classé est situé dans l'avant dernière travée du collatéral sud. Datant de 1536, il a pour sujet l'Annonciation et le Couronnement de la Vierge. Orné de l'écu d'Yves Mahyeuc, évêque de Rennes, il constitue l'un des rares portraits contemporains du prélat présenté par saint Yves Hélory de Kermartin.

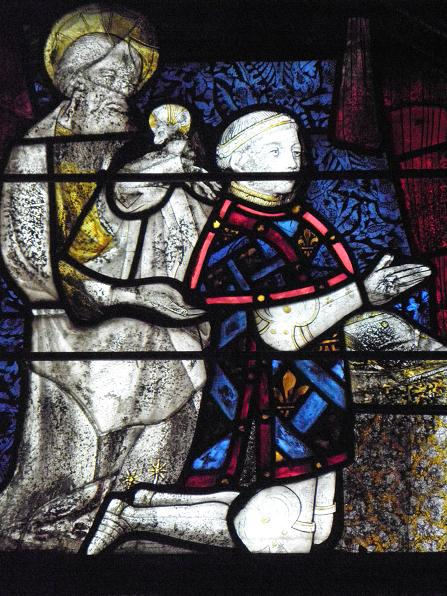
Le duc Jean Ier d'Alençon présenté par St-Jean-Baptiste.
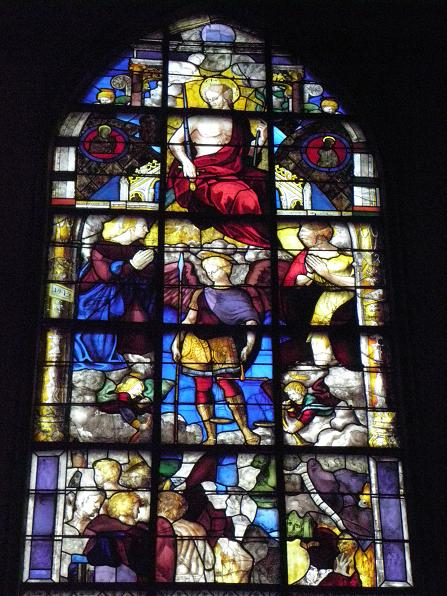
Le vitrail du Jugement dernier.
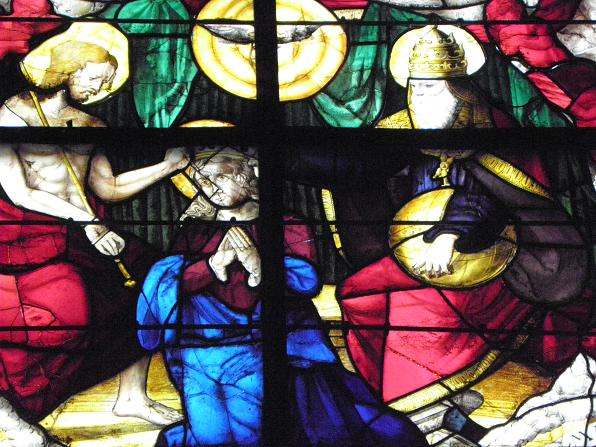
Le Couronnement de la Vierge.

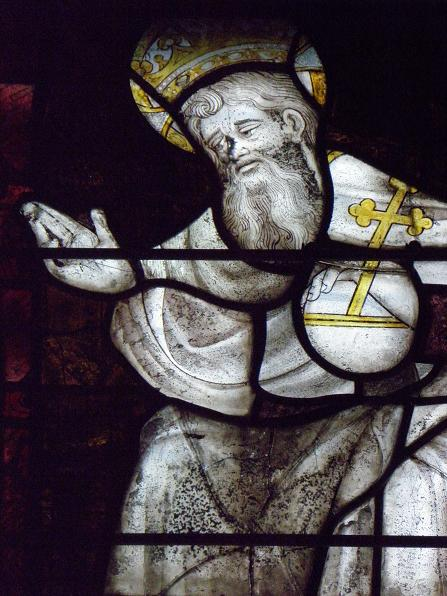
Dieu le Père.
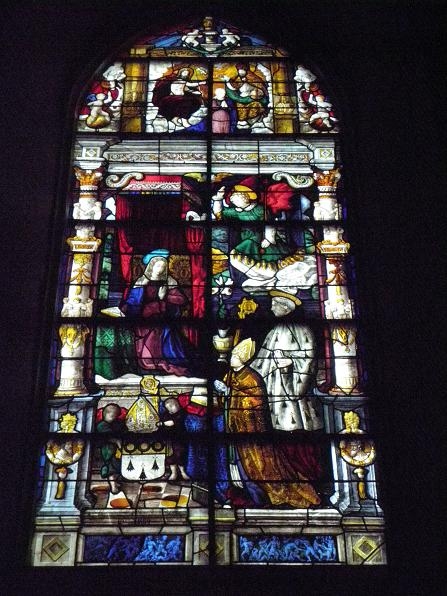
Vitrail de l'Annonciation.
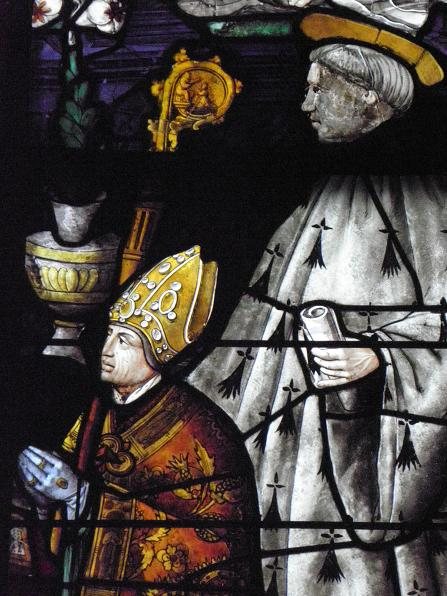
Yves Mahyeuc, évêque de Rennes, et Saint-Yves.

## Mobilier

### Les stalles
Le chœur de la collégiale conserve une double rangée de 9 stalles en bois sculpté faisant l'objet d'une mesure de classement au titre des monuments historiques. Au nombre originel de 24, ces stalles hautes étaient sans-doute précédées de stalles basses, un jubé fermant l'espace canonial. Ce dernier fut détruit au XVIIIe siècle, certains éléments étant relégués au bas de la nef pour constituer une tribune d'orgue depuis lors disparue.
De style Renaissance, ces stalles présentent d'élégants dossiers ornés d'arabesques peuplées d'animaux et végétaux variés, d'hercules, centaures, griffons et autres chimères fantastiques. Un dais, d'une grande finesse d'exécution, porté par des montants feuillagés, couronne le tout. 
Au sud, les miséricordes représentent les diverses scènes du Paradis terrestre : la création d'Adam et d'Ève, la tentation, le renvoi… Au Nord, les miséricordes sont consacrées aux péchés capitaux en des scènes extrêmement pittoresques. 
Présentant les armoiries des ducs d'Alençon, seigneurs de La Guerche vers 1520, ces stalles, qui datent de la période 1505–1527, par leur décor rappellent celles voisines de Champeaux. Elles constituent avec le tombeau de l'évêque Thomas James, situé en la Cathédrale de Dol-de-Bretagne, l'une des premières manifestations de la renaissance en Bretagne.

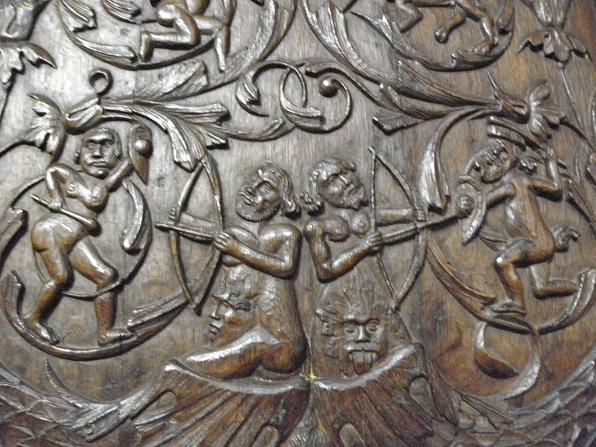
Les arabesques renaissance d'un dossier.
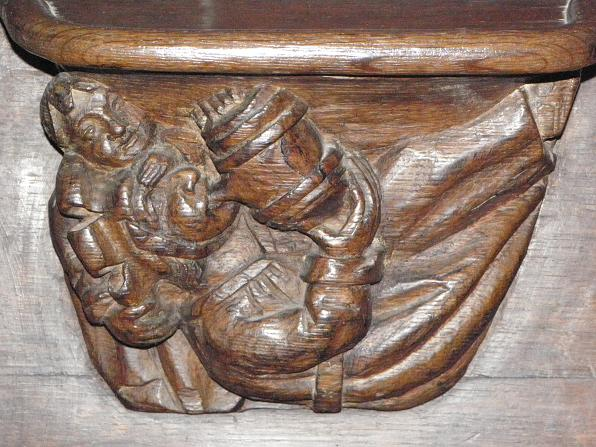
L'ivrognerie.
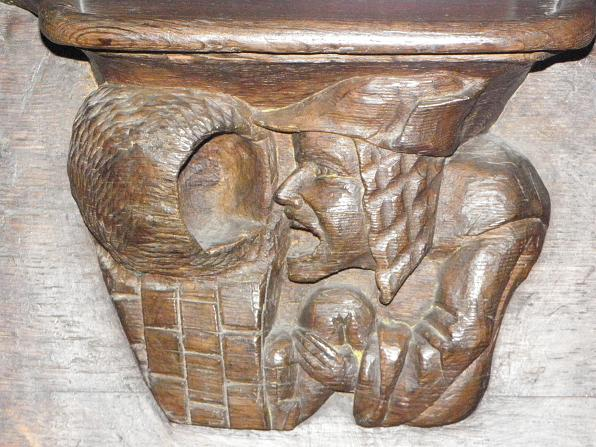
« Bailler devant le four » ou « bailler aussi fort qu'un four » (expression signifiant « essayer de faire quelque chose d'impossible »)
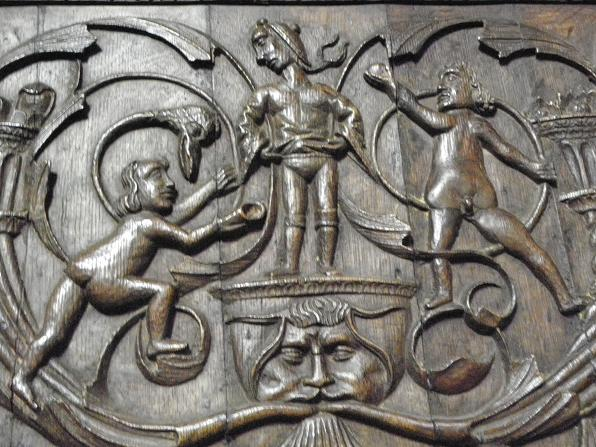
Autre dossier.

### L'orgue

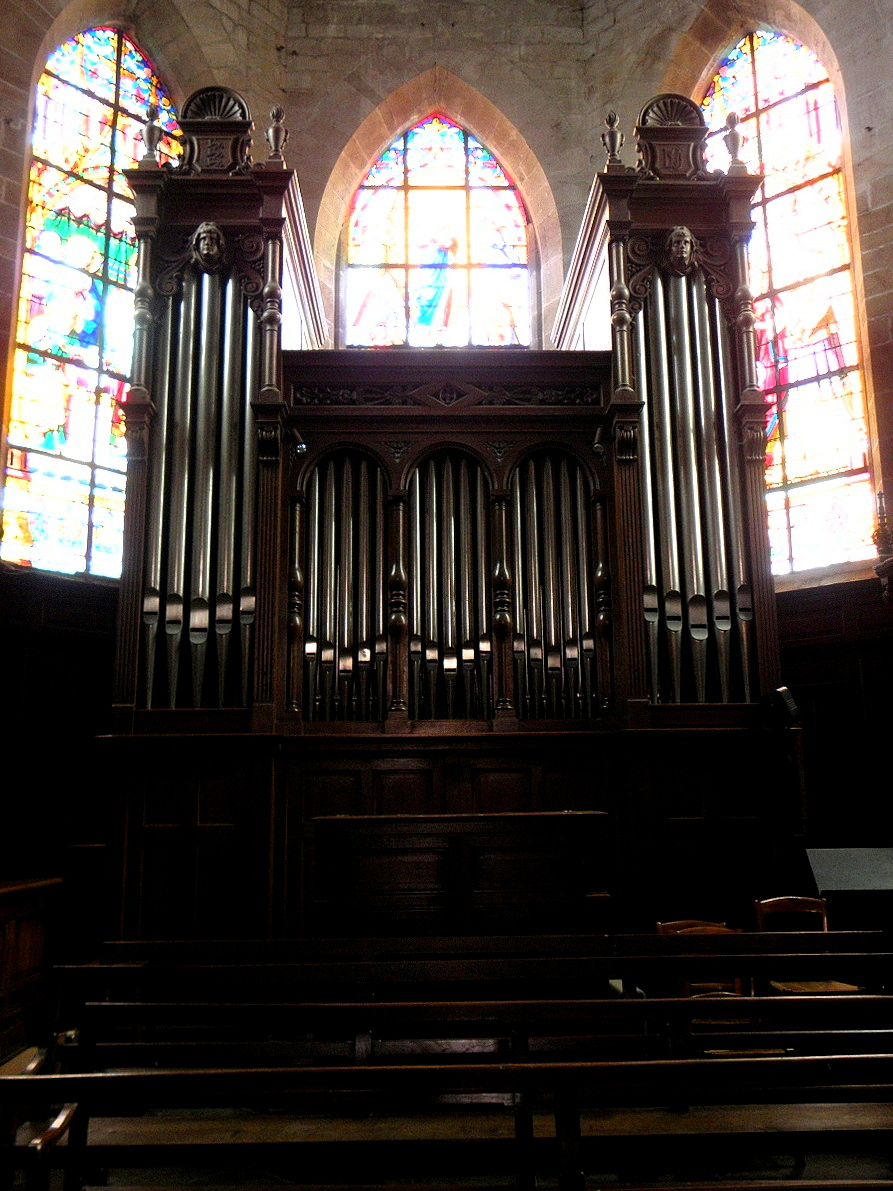
Les Grandes orgues Louis Debierre de la basilique Notre-Dame de La Guerche-de-Bretagne.

L'orgue, construit par la manufacture Louis Debierre de Nantes en 1888-1889, est doté de 19 jeux (16 jeux réels) répartis sur deux claviers manuels et pédalier. Inauguré par Camille Saint-Saëns le 3 avril 1889, il occupe le fond de l'abside, entre les deux rangées de stalles. Le buffet néo-renaissance et la partie instrumentale ont été classés au titre des monuments historiques le 14 avril 2005. Il présente la particularité d'être monté sur rails pour faciliter l'accord des anches.
La composition de l'orgue est la suivante :
| I – Grand-Orgue, 56 notes Do1–Sol5                                                                                            | II – Récit expressif, 56 notes Do1–Sol5 | Pédale, 30 notes Do1–Fa3                                                           |
| --- | --- | ---------------------------------------------------------------------------------- |
| Bourdon 16 Principal 8 Bourdon-Flûte harmonique 8 Salicional 8 Prestant 4 Doublette 2'                                        | Cor de nuit 8 Flûte traversière 8 Gambe 8 Voix céleste 8 (Ut 2) Flûte octaviante 4 Carillon I-III Basson 16 Trompette 8 Clairon 4 Basson-Hautbois 8 | Soubasse 16 (emprunt B16 G.O.) Basse 8 (emprunt P8 G.O.) Dolce 8 (emprunt B8 G.O.) |
| Tirasses I et II, accouplements II/I en 8 et 4, Combinaison II, Trémolo, expression par bascule au centre. Diapason : 440 Hz. | |                                                                                    |

### Autres œuvres d'art
- Gisant de Guillaume II de La Guerche (fondateur de la collégiale, mort en 1223), exhumé en 1889 et fortement restauré depuis ;
- Vierge de pitié, statue de bois polychrome du XVIe siècle (volée) ;
- Chaire de style Louis XV.

#### Ouvrages généraux
- Amédée Guillotin de Corson, Pouillé historique de l'archevêché de Rennes, Fougeray (Rennes), René Haton (Paris), 1880–1886, 6 vol. (lire en ligne).
- Paul Banéat, Le Département d'Ille-et-Vilaine, t. II, Rennes, Éditions Librairie moderne J. Larcher, 1928 (réimpr. Éditions régionales de l'Ouest, Mayenne, 1994, 4 vol.) (ISBN 2-85554-067-4), p. 136-141.
- Collectif, Le Patrimoine des Communes d'Ille-et-Vilaine, Éditions Flohic, Paris, mars 2000, 2 tomes,  (ISBN 2-84234-072-8).
- Philippe Bonnet et Jean-Jacques Rioult, Dictionnaire guide du patrimoine Bretagne, Paris, Éditions du patrimoine, 2002, 531 p. (ISBN 2-85822-728-4), p. 256-257.
- Philippe Bonnet et Jean-Jacques Rioult, Bretagne gothique, Paris, Éditions Picard, septembre 2010, 485 p. (ISBN 978-2-7084-0883-8), p. 34-35.
- Maurice Dilasser (dir.), Patrimoine religieux de Bretagne : Histoire et inventaire, Brest, Éditions Le Télégramme, 2006, 381 p. (ISBN 2-84833-173-9), p. 255-256.
- Chantal Leroy et Dominique de La Rivière, Cathédrales et basiliques de Bretagne, Paris, Éditions Ereme, 2009, 207 p. (ISBN 978-2-9153-3769-3), p. 48-55.

#### Ouvrages ou articles sur la basilique
- Roger Blot, La Guerche-de-Bretagne Église Notre-Dame (dépliant), Département d'Ille-et-Vilaine, coll. « Églises à découvrir en Ille-et-Vilaine », février 2009, 8 p.
- Roger Blot, « Yves Mahyeuc et la chapelle de Tous les Saints à la collégiale de La Guerche », dans Augustin Pic et Georges Provost (dir.), Yves Mahyeuc, 1462–1541. Rennes en Renaissance, Rennes, Presses universitaires de Rennes, 2010, 365 p. (ISBN 978-2-7535-0990-0), p. 217-232.

#### Ouvrages sur les orgues
- Michel Cocheril (dir.), Les orgues en Bretagne, Rennes/Baillé, Éditions Ursa, coll. « Images du Patrimoine » (no 42), 1988, 32 p. (ISBN 2-86934-010-9), p. 28.
- Sabine Morvézen (dir.), Orgues en Ille-et-Vilaine : Inventaire national des orgues, Rennes, Presses universitaires de Rennes, 2006, 358 p. (ISBN 2-7535-0153-X, présentation en ligne), p. 153-154.

#### Ouvrage sur les vitraux
- Françoise Gatouillat et Michel Hérold, Les vitraux de Bretagne, vol. VII, Rennes, Presses universitaires de Rennes, coll. « Corpus Vitrearum », 2005, 367 p. (ISBN 2753501513), p. 238-240.